# Хатісука Йосісіґе
Хатісука Йосісіґе (яп. 蜂須賀 至鎮)  (20 лютого 1586 - 29 березня 1620) був японським даймьо періоду Едо, який правив Токусіма-ханом.  
Йошішіґе воював під час облоги Осаки в битві при Кізугаві.